# Oriol Maspons
Oriol Maspons Casades  (* 1928 in Barcelona; † 12. August 2013 ebenda) war ein katalanischer Fotograf.

## Biographie
Er wurde in eine wohlhabende Familie geboren und fotografierte anfangs das Spanien der Nachkriegszeit. Das änderte sich mit einem Aufenthalt in Frankreich. Zwischen 1955 und 1957 lebte er in Paris und war Mitarbeiter der Zeitschriften Paris Match, Elle sowie Boccacio. Dort lernte er Henri Cartier-Bresson, Brassaï und Robert Doisneau kennen, was seine spätere Arbeit sichtlich beeinflusste.
Zurück in Barcelona eröffnete er zusammen mit Julio Ubiña ein Studio. Er arbeitete hauptsächlich als Mode- und Werbefotograf. Außerdem spezialisierte er sich auf Porträts und fotografierte bedeutende Persönlichkeiten seiner Zeit, wie zum Beispiel Salvador Dalí, Marcel Duchamp, Antoni Tapies, Gary Cooper oder auch Audrey Hepburn. In den 1960er und 1970er Jahren wurde er Mitglied der Avantgarde-Gruppe Gauche Divine, wo er die Bekanntschaft von Miguel Delibes und Camilo José Cela machte.
Beeinflusst von der neuen und modernen Sichtweise machte er Fotos der Hippiebewegung auf Ibiza und begann seine Pin-Up Serien. Er spiele mit der Unschuld sowie der Sexualität und zeigte in diesen Fotos eine neue spontane Art der Werbung.

## Werke mit Illustrationen von Oriol Maspons
- Poeta en Nueva York von Federico García Lorca (1966)
- La caza de la perdiz roja von Miguel Delibes
- Arquitectura gòtica catalana von Alexandre Cirici i Pellicer (1974)
- Arte visigodo en España von Pere de Palol.
- Els barcelonins, mit Xavier Miserachs und Colita (1981)

## Auszeichnungen
2006 erhielt er für seine Arbeit das  Creu de Sant Jordi. Dieser Preis wird jährlich von der Generalitat de Catalunya an Personen vergeben, deren Werke die katalanische Kultur bzw. Sprache repräsentieren.